# Māori-Musik
Die Musik der Māori in Neuseeland zeichnet sich durch mehrere Gesangsstile aus. Eine grobe Einteilung erfolgt nach gesungenen oder rezitierten Stilen. Des Weiteren ist für Musik der Māori ihr Synkopenreichtum kennzeichnend. Viele traditionelle Elemente der Musik wurden jedoch durch westliche Einflüsse ersetzt, sodass kaum Rückschlüsse auf spezielle Merkmale der ursprünglichen Melodik gezogen werden können.

## Instrumentarium
Die traditionellen Musikinstrumente, die zur Unterstützung des gesanglichen Vortrags verwendet werden, wirken auf den ersten Blick eher spärlich. Es existiert zwar kein klassisches Māori-Orchester, dennoch gibt es Instrumente die bevorzugt werden und bei verschiedenen Gesangsstilen verwendet werden. Zu den gebräuchlichen Musikinstrumenten zählen Flöten, Schneckenhörner und hölzerne Idiophone.

### Nguru und Koauau
Die Flöte nguru besteht aus einem Holzrohr oder Knochen mit einem Anblasloch an einem Ende und einem kleineren Loch am anderen Ende. Sie ist zwischen 5 und 20 cm lang und besitzt zwei bis vier Grifflöcher. Der Ton wird erzeugt, indem der Bläser einen flachen Luftstrahl formt, der die Kante des Anblaslochs trifft. Durch das Material und die Art des Anblasens, die zu einem relativ starken Geräuschanteil im Klang führt, erhält die nguru einen warmen, aber gleichzeitig kratzigen, rauen Ton.
Ein weiterer Flötentyp ist die an beiden Enden offene Längsflöte oauau, die ähnlich der nguru aus Holz oder Knochen gebaut ist.
Um alle Flöten auf einen einheitlichen Grundton zu stimmen, nehmen die Māori vor dem gemeinsamen Musizieren ein Blatt, rollen es zusammen und stecken es in die kürzeste Flöte. Dann verkürzen oder verlängern sie es, indem sie es weiter herein- oder herausschieben, bis man den gewünschten Ton erhält.

### Putara
Das Schneckenhorn (putara) besteht aus einer spiralförmigen Meeresschnecke als Resonanzkörper, deren Ende abgeschnitten wird. In das Loch wird ein Bambusrohr gesteckt, das als Mundstück dient. Durch kräftiges Blasen wird ein eingängiger, rauer Ton mit Signalcharakter erzeugt. Dieser entsteht jedoch nur bei ausreichender Lippenspannung, da diese die eigentlichen Schwingungserzeuger sind. Ursprünglich hatte das putara die Funktion, das Gefolge anzuführen oder vor dem Häuptling zu gehen und sein Kommen anzukündigen.

### Pahu
Das einer Schlitztrommel vergleichbare Schlagholz (pahu, namensgleich mit den polynesischen Röhrentrommeln pahu) wird aus dem Totara-Baum gefertigt und besteht aus einem teilweise ausgehöhlten Baumstamm.
Sowohl die pahu als auch das putara hatten ursprünglich keine primär musikalische Funktion, sondern dienten als Signalinstrumente der Kommunikation über weite Strecken. Allmählich wurden sie auch zum Musizieren eingesetzt.

### Weitere Instrumente
Zu diesen Instrumenten kommen eine Reihe weiterer Handtrommeln, die dazu dienen, den Takt zu halten oder den Rhythmus akustisch zu verzieren. Sie geben meist einen scheppernden oder trockenen Klang ab. Zu ihnen zählen Tete, kleine Perlmuttplättchen, die aufeinander geschlagen werden wie Kastagnetten. Des Weiteren Ofe, ein der Länge nach aufgeschlitztes Bambusrohr, das mit zwei kleinen Stöcken geschlagen wird oder Simple, an einer Seite offene Bambusrohre, mit denen man auf den Boden stößt. Diese Instrumente spielen allerdings eine vergleichsweise geringe Rolle, da die Māori bevorzugt ihren Körper durch Stampfen oder Klatschen einsetzten, um Rhythmen zu erzeugen.

## Gesänge

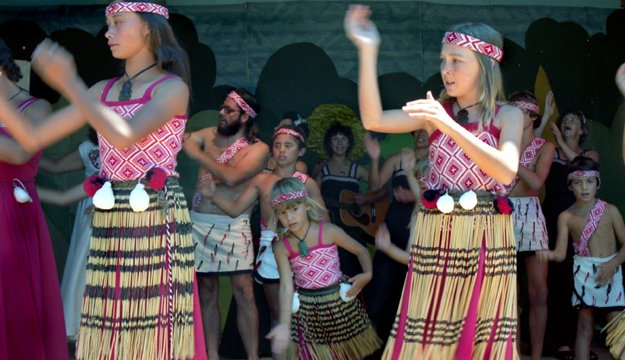
Māori-Tanzgruppe 1981 beim Nambassa-Festival

Der Gesang bildet für die Māori das wichtigste Element ihrer Musik. Die Klangfarbe der Gesangsstimmen werden als grell und scharf beschrieben. Frauen singen meist im Gesangregister Falsett, während die Männerstimmen etwas geschmeidiger sind. Der Gesang wird häufig durch Gutturale, also Kehllaute, unterbrochen oder durch kurzes Ausatmen, Seufzen oder Schluchzen. Die Stimme wird also systematisch als Element gebraucht und eingesetzt, unabhängig von den gesungenen Worten. Dabei geht die Meinung bezüglich der Authentizität des traditionellen Singens auseinander. Während Victor Segalen davon spricht, dass der klassische Gesang „von allzu europäischen Elementen infiziert“ worden ist, halten Mervyn McLean und Margarett Orbell eine Form von traditionellen Māori-Gesängen heute für ebenso existent wie im 18. Jahrhundert, als die ersten europäischen Entdecker an Land gingen.
Das Liedgut der Māori schrumpft, das heißt, immer weniger Lieder können von immer weniger Māori vorgetragen werden. Trotz dessen gibt es nach wie vor verschiedene Gesangstile, die von den Māori unterteilt werden. Grundsätzlich kann man eine grobe Einteilung in gesungene und rezitierte Vortragsweise vornehmen. Zu den gesungenen Liedern zählen waiata, pao, poi, oriori und karanga. Die wichtigsten rezitierten Stile karakia und tau, paatere und kaioraora, sowie haka. Jeder einzelne Gesang zeichnet sich durch bestimmte Merkmale aus, welche den hohen Stellenwert, die den Māori dem Singen beimessen, unterstreichen.

### Gesungene Formen

#### Waiata
Waiata bezeichnet, obwohl dieser Terminus manchmal fälschlicherweise für alle Lieder verwendet wird, einen bestimmten Songtyp. Es handelt sich grundsätzlich um Liebeslieder, wobei sich diese genauer differenzieren lassen. So gibt es Waiata tangi, Klagelieder, die zumeist das Thema Tod oder andere Unglücksfälle behandeln. Sie beginnen oft mit einem Element aus der Natur wie Blitz und Donner, das als Vorzeichen für das nahende Unheil dient. Die Trauer über den Tod eines Menschen ist oft mit Regen oder dem Tosen des Meeres verbunden. Hierhin zeigen sich abermals die Verbundenheit der Māori mit der Natur und gleichzeitig die große Bedeutung die dem Tod beigemessen wird. Oft werden die Todesumstände erwähnt und, sofern kriegerische Auseinandersetzungen die Todesursache darstellen oder der Verstorbene durch Hexenkraft ums Leben gekommen ist, werden Rachepläne im Text angerissen. Die Trauer wird zudem durch Hervorheben des erlittenen Verlusts beschrieben, wodurch Einsamkeit zu einem wiederkehrenden Thema in dieser Liedgattung gehört. Waiata tangi haben so eine gesellschaftliche Funktion, weil man durch das Singen dieser Trauerlieder in der Gemeinschaft spürt, dass man nicht isoliert ist vom Rest der Gruppe. Die Mitglieder erfahren, dass sie auf den Zusammenhalt angewiesen sind und dadurch mehr Sicherheit bekommen können. Bei den Māori sind Waiata tangi am häufigsten zu finden und umfassen etwa die Hälfte des gesamten Liedgutes. Dies lässt sich auch dadurch erklären, dass die Klagelieder bei den für Māori wohl wichtigsten sozialen Zeremonien, den Begräbnissen, gesungen werden.
Weitere Formen sind waiata whaiaaipo und waiata aroha. Diese beiden Typen unterscheiden sich insofern voneinander, dass der erstgenannte sich mit dem Innenleben einer Person und seiner Beziehung zu einer anderen befasst, wohingegen waiata aroha allgemeiner zu sehen sind und beispielsweise auch die Liebe zum Land und der Natur zum Thema haben können.
Gesungen werden waiata unisono von einer Sängergruppe. Es gibt einen Vorsänger, der den Song beginnt und am Ende jeder Zeile kurze Soli singt, während der Rest der Gruppe Luft holen kann. Diese Soli verbinden die einzelnen Zeilen miteinander und haben eine überleitende Funktion. Sie bestehen oft aus bedeutungslosen Silben, hianga, die, wenn nicht für den Inhalt, so doch für die Schönheit eines Liedes wichtige Verzierungen liefern. Wer das Lied beginnt, singt für gewöhnlich bis zum Ende des Stückes die Soli, selbst wenn andere diese besser singen könnten. Lange Solos werden von den Māori nicht favorisiert, da sie Pausen zum Luft holen vermeiden möchten. Bei einem langen Solo, hört man das Atmen des Sängers zwangsläufig, wohingegen es im Gruppengesang nicht auffällt, da jeder einzelne an unterschiedlicher Stelle aussetzt. Generell versucht man solange zu singen, bis einem die Puste ausgeht. Dies kann mitten in einem Wort geschehen und ist nicht geplant, was man daran erkennen kann, dass zwei Interpreten, die das gleiche Lied vortragen, an unterschiedlichen Stellen pausieren.

#### Pao
Bei diesem Stil handelt es sich um, verglichen mit waiata, weniger ernste Lieder. Man kann von Unterhaltungs- oder Themensongs sprechen. Man kann sie in pao whaiaaipo, pao poroproaki und pao whakautu untergliedern. Pao whaiaaipo sind Liebeslieder, die sehr offene und direkte Texte haben können. Pao poroporoaki dienen dagegen der Verabschiedung und werden oft am Abend vor einer Beerdigung gesungen. Explizite Texte, die teilweise Beleidigungen enthalten findet man in pao whakauta, mit denen man Verspottungen oder Sticheleien reagiert.
Pao werden oft improvisiert und haben darum vergleichsweise kurze Strophen, die aus nur zwei Zeilen bestehen. Jede Strophe wird von dem Vorsänger gesungen und dann von einem Chor wiederholt. In dieser Zeit überlegt sich der Vorsänger eine weitere Strophe und trägt diese anschließend vor. Verglichen mit anderen Gesangsstilen sind die Anzahl der Noten und das verwendete Notenspektrum größer. Außerdem sind die Lieder reich an rhythmischen Verzierungen. Die melodische Bewegung ist meist nach unten gerichtet und schwankt nicht, wie bei anderen Stilen mal ober- oder mal unterhalb des Grundtons.

#### Poi
Poi werden heute für gewöhnlich in Verbindung mit dem Poi-Tanz gesungen, während die Songs früher rezitiert wurden. Der Tanz wird mit an einer Schnur befestigten Bällen ausgeführt, den Poi-Bällen, welche die Interpreten an den Händen halten und um ihren Körper schwingen. Der Tanz wird von Frauen getanzt und wurde ursprünglich bei Versammlungen verschiedener Stämme aufgeführt. Beim Poi gibt es keine Solos, sondern die Gruppe singt das Lied gemeinsam vom Anfang bis zum Ende. Es gibt dementsprechend keine Pausen, Unterbrechungen oder hianga. Die Melodien sind simpel und haben oft nicht mehr als drei verschiedene Noten, die in einem Intervall von oft nicht mehr als einer großen Sekunde zueinander stehen. Diese Melodie wird immerzu wiederholt. Die Poi-Bälle schlagen dabei gegen das in der Melodie vorherrschende Metrum und geben ein schnelles Tempo vor.

#### Oriori
Diese Lieder werden von Eltern und Großeltern für ihre Kinder, sowohl Jungen als auch Mädchen geschrieben, wenn sie aus Häuptlings oder Kriegerfamilien stammen. Sie sind keineswegs mit europäischen Wiegen- oder Schlafliedern vergleichbar, da sie eine erzieherische Funktion haben und dem Kind Aufgaben und Pflichten vermitteln sollen, die dessen Stand gemäß sind. Aus diesem Grund finden sich in den Texten viele Bezüge auf Mythen und Traditionen der Abstammungsgruppe. Die Kinder können diese Texte oft erst später verstehen, weil sie noch zu jung sind um die Komplexität zu erfassen. Allerdings sind die musikalischen Elemente der Lieder ähnlich simpel wie bei uns bekannten Kinderliedern, so dass sich die Māori-Kinder diese leicht einprägen können und einen leichteren Zugang zu den Texten finden. Dies bezieht sich vor allem auf klare Melodieverläufe, wohingegen die Rhythmen additiv und ähnlich schnell wie die der poi gespielt werden. Zudem wird auf für waiata typische Verzierungen am Ende der Zeilen verzichtet. Dafür wird jedoch ohne Pausen gesungen, ohne am Ende einer Zeile zu unterbrechen. Solos gibt es entweder am Anfang oder am Ende eines Liedes. Diese sind melodisch anspruchsvoller als der Rest des Stücks.

#### Karanga
Karanga stehen zwischen rezitierten und gesungenen Liedern. Es sind Rufe von Frauen, die entweder der Begrüßung (poowhiri) oder der Verabschiedung (poroporoaki) von Besuchern dienen. Sie sind normalerweise kurz und haben keine musikalische Form. Am Ende kommt es zu einer Lautäußerung die einem lauten Seufzen gleicht. Karanga sind oft improvisiert, was auffällt, sobald mehrere Frauen rufen, da es in solchen Fällen zu Überlappungen kommt, was zu einem schwierigeren Verständnis der Worte führt.

### Rezitierte Formen

#### Karakia
Karakia sind den rezitierten Stilen zuzuordnen und bezeichnen schnell gesprochene Zaubersprüche, die bis zu knapp 400 Silben in der Minute umfassen. Dementsprechend handelt es sich bei der Musik um schnelle, monotone Noten. Sie werden langgezogen und steigen am Ende einer Phrase ab. Die Texte stammen häufig von verstorbenen Urahnen und Priestern und befassen sich mit verschiedenen Themen. Viele Karakia dienen als Kampflied der Kriegsführung und haben die Schwächung des Gegners oder die Stärkung der eigenen Krieger zum Ziel. Dies kann durch Zauber geschehen, welche die Waffen der anderen zerstören oder den Kampfgeist schwächen.
Ebenso können sich diese Sprüche auf die Natur beziehen und die Beruhigung des Wellengangs oder das Abwenden eines Sturms für die Seefahrer verfolgen. Karakia werden in allen Altersstufen und Lebensbereichen ausgeübt und praktiziert, so zum Beispiel bei der Geburt von Kindern, Krankheiten, Heirat und Scheidungen oder Begräbnissen. Allerdings werden sie nicht von einem Chor gesprochen, wie es bei den Māori häufig der Fall ist, sondern von einzelnen Personen rezitiert. Mehrere hundert beziehen sich auf Magie und die Abwendung von durch Bann hervorgerufenen Kräften. Aufgrund dieser Vielfalt verwundert es nicht, dass es mindestens 130 verschiedene Termini für die verschiedenen Formen der Karakia gibt. Da diese Form des Gesangs für die Māori am heiligsten ist, also besonders viel tapu besitzt, werden sie ungern für Aufnahmen gesungen oder zur Veröffentlichung freigegeben. Aus diesem Grund gibt es wenige publizierte authentische Karakia.

#### Paatere und Kaioraora
Hierbei handelt es sich um schnelle und ausdrucksstarke Gesänge, mit denen man normalerweise auf Spott und Hohn reagiert. Durch improvisierte Gestik und Mimik unterstreicht man dieses Anliegen. Sie ähneln pao whakautu, allerdings sind diese direkter. Die Autoren antworten auf die Sticheleien nicht, indem sie Beleidigungen oder Verwünschungen aussprechen, sondern sprechen in ihren Liedern von ihrer eigenen Verwandtschaft und verstorbenen Häuptlingen, die zu ihrer Abstammungsgruppe gehören. Diese ungewöhnliche Art, Beleidigungen zu begegnen, verfolgt den Zweck, andere Māori erkennen zu lassen, dass die erhobenen Vorwürfe bei solch einer edlen Verwandtschaft nicht stimmen können. Paatere werden grundsätzlich von Frauen geschrieben.
Kaioraora werden ähnlich vorgetragen, die Textinhalte sind jedoch aggressiver und haben einen direkteren Bezug auf den Spottenden, als es bei paatere der Fall ist. So wird beispielsweise tödliche Rache geschworen oder damit gedroht, dass Hirn zu verspeisen, sofern es sich um die Niederlage in einer kriegerischen Auseinandersetzung handelt. Es ist möglich, Elemente aus kaioraora in ein paatere einfließen zu lassen. Diese befinden sich meist im letzten Teil des Liedes.
Beide Formen unterscheiden sich deutlich von karakia, da sie von einer Gruppe vorgetragen werden. Außerdem ist das Tempo nicht so hoch und die Noten werden nicht so langgezogen wie bei anderen rezitierten Stilen mit musikalischer Begleitung. Zwar wird die meiste Zeit über auf gleich bleibender Tonhöhe gesprochen, doch zum Ende einer Strophe wird die Stimme gehoben, ehe sie dann wieder abfällt. Rhythmisch handelt es sich in den meisten Fällen um ein binäres Metrum, allerdings kann dieses durch Aufteilung in mehrere Gruppen und das Spielen von Synkopen zu Polyrhythmen aufgelöst werden.

#### Haka
Der Terminus bezeichnet einerseits einen bestimmten Tanzstil (Haka), andererseits die Lieder, die zu diesem entsprechenden Tanz gespielt werden. In den meisten Fällen meint man heute Kriegstänze, wenn man von haka spricht, doch ursprünglich gab es verschiedene Formen dieses Stils. Einige wurden zum Vergnügen, andere zur Begrüßung von Besuchern aufgeführt. Heute spricht man von haka taparahi wenn es sich um ein Lied ohne Waffen handelt: Wird es jedoch mit Waffen ausgeübt, so bezeichnet man es mit peruperu. Die Songs können sowohl von Männern oder von Frauen, als auch gemeinsam rezitiert werden. Hierfür gibt es ebenso wenig festgelegte Regeln, wie für das Singen im Chor oder Solo. Teilweise werden die Lieder von Anfang bis Ende in der Gruppe vorgetragen, teilweise gibt es einen Vorsänger, der den Eröffnungsteil alleine übernimmt. Genauso gut kann es zu einem Wechselspiel zwischen Solosänger und Chor kommen, indem er eine Zeile Solo singt und die Gruppe die darauf folgende. Die Führungsrolle können dabei sowohl Mann, als auch Frau innehaben. Um den Texten rhythmisch Ausdruck zu verleihen, stampfen sie mit den Füßen auf den Boden, schlagen sich auf die Oberarme oder klatschen in die Hände. Die Bewegungen, die sie dabei mit dem Körper vollziehen, reichen von Augen verdrehen, über Grimassen schneiden bis hin zu hektisch wirkendem Gestikulieren. Aus diesem Grund werden haka meist als Furcht einflößend und beängstigend beschrieben. Dies liegt nicht zuletzt an der Art des Gesangs, der eine Art Brüllen und Kreischen darstellt. Das Tempo ist zwar geringer, als bei den anderen rezitierten Stilen, dennoch liegt es oberhalb der gesungenen Liedformen. Obwohl das regelmäßige Stampfen des Fußes unzweifelhaft das wichtigste Element eines haka darstellt, können andere Muster hinzugefügt werden, wodurch synkopische Effekte in der Musik entstehen. Oft haben sich diese Merkmale, wie in vielen anderen Stilen, der westlichen Musizierpraxis angeglichen.